# NGC 5998
NGC 5998 é um aglomerado aberto na direção da constelação de Scorpius. O objeto foi descoberto pelo astrônomo William Herschel em 1786, usando um telescópio refletor com abertura de 18,6 polegadas. 